# NEOS—新奥地利和自由论坛
NEOS—新奥地利和自由论坛（德語：NEOS – Das Neue Österreich und Liberales Forum）是奥地利的一个自由主义政党。该党成立于2012年，当时取名为NEOS—新奥地利。2014年，自由论坛并入该党，遂改用现名。

## 选举表现
自2018年以来，该党主席兼议会领导人一直是Beate Meinl-Reisinger。在2019年奧地利議會選舉中，该党赢得8.3%的选票。该党在奥地利的9个州中的7个有议席，并参加萨尔茨堡和维也纳的政府。该党是欧洲自由民主联盟党团成员。